# Antechinus
Antechinus là một chi động vật có vú trong họ Dasyuridae, bộ Dasyuromorphia. Chi này được Macleay miêu tả năm 1841. Loài điển hình của chi này là Antechinus stuartii Macleay, được mô tả vào năm 1841.
Trong mùa giao phối, lượng testosterone liên tục ở mức cao ở những con đực khiến cho hormone căng thẳng cortisol không ngừng tiết ra và làm cho những con đực trở nên hung hăng và "điên cuồng" một cách bất thường, điều này cũng phá hủy các cơ quan nội tạng khiến cho chúng bị chảy máu trong và cuối cùng tự giết chết chúng.
Giao phối rất mãnh liệt đối với Antechinus và có thể kéo dài tới 12 giờ ở một số loài. Con đực giao phối với nhiều con cái con con có nhiều cha. Trong thời gian sinh sản ngắn, con đực mở rộng phạm vi nơi ở của chúng và thường hoạt động vào ban đêm và ban ngày. 
Con đực phân tán khỏi tổ một khi chúng độc lập về mặt sinh lý. Các chuột mẹ khởi xướng sự phân tán này nhưng lại khoan dung với những con đực không liên quan trong tổ. Tránh giao phối cận huyết có khả năng giải thích hành vi này.

## Các loài
Chi này gồm các loài:
- Antechinus adustus (Thomas, 1923)
- Antechinus agilis Dickman, et al. 1998
- Antechinus bellus (Thomas, 1904)
- Antechinus flavipes (Waterhouse, 1837)
- Antechinus godmani (Thomas, 1923)
- Antechinus leo van Dyck, 1980
- Antechinus minimus (É. Geoffroy Saint-Hilaire, 1803)
- Antechinus mysticus Baker, Mutton & van Dyck, 2012
- Antechinus stuartii (Macleay, 1841)
- Antechinus subtropicus van Dyck và Crowther, 2000
- Antechinus swainsonii (Waterhouse, 1840)

## Sinh sản
Tất cả các các con đực loài trong chi này - ngoại trừ Antechinus swainsonii - chỉ giao phối duy nhất một lần trong đời với thời lượng có thể kéo dài 12 tiếng để đảm bảo thành công. Con đực có thể trưởng thành nhanh chóng sau 1 năm và chết sau khi giao phối vì kiệt sức.

## Hình ảnh

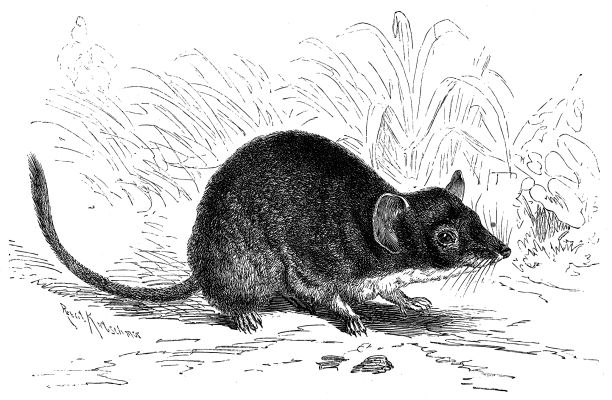
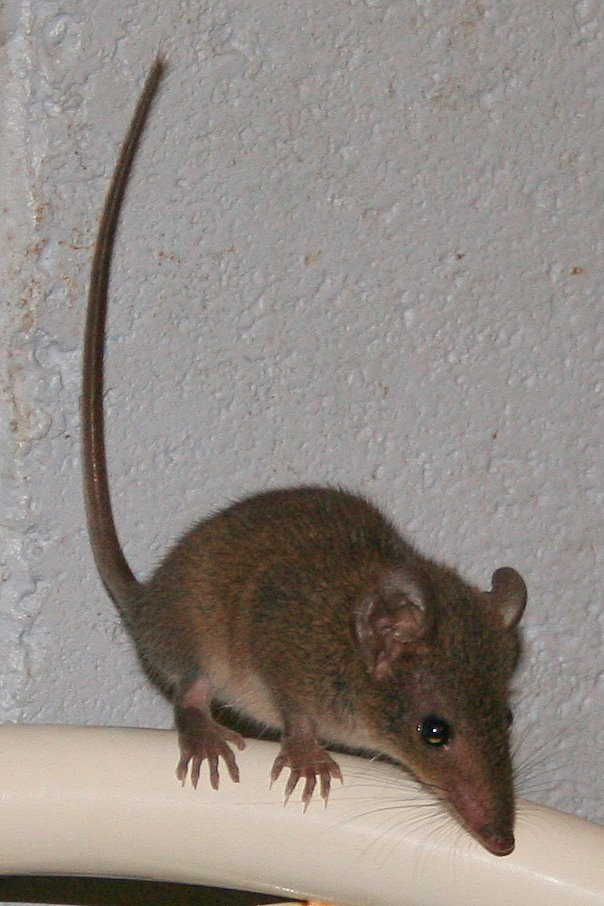
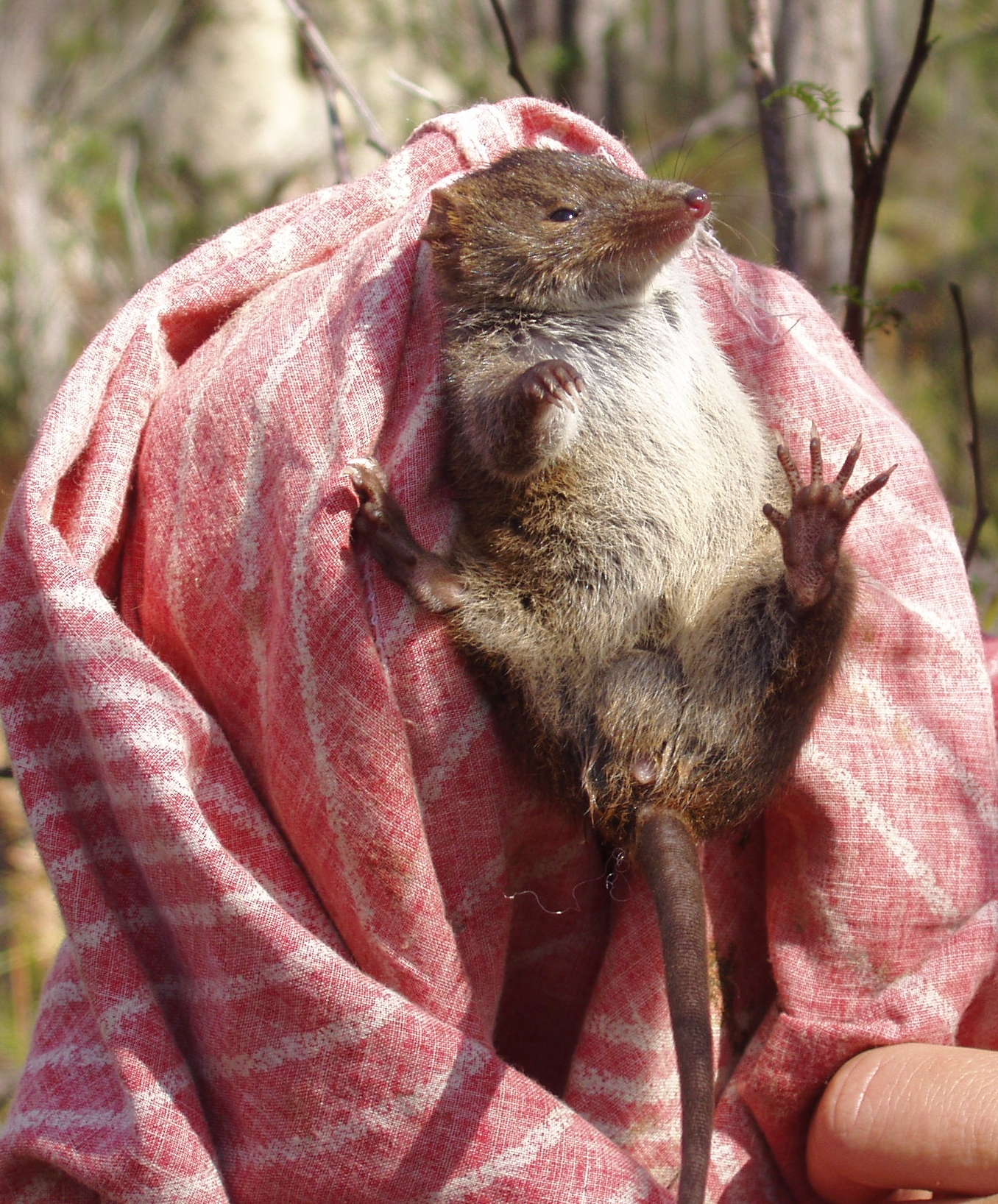
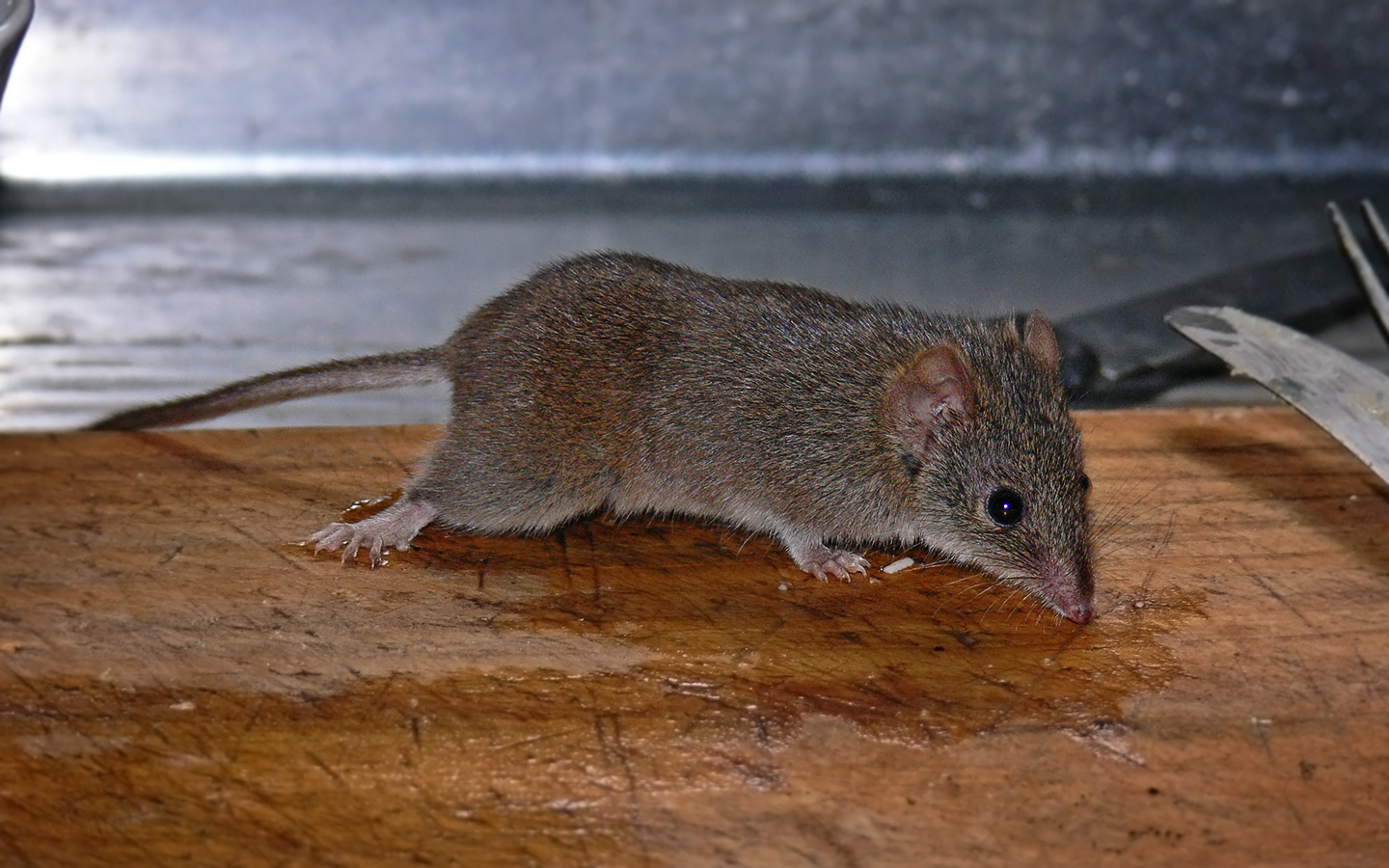